# 西村ユミ
西村 ユミ（にしむら ゆみ、1968年 - ） は、日本の看護学者。東京都立大学健康福祉学部教授、日本学術会議会員。日本医学哲学・倫理学会学会賞受賞。

## 人物・経歴
愛知県半田市出身。愛知県立半田高等学校を経て、1991年日本赤十字看護大学看護学部卒業。1993年日本赤十字看護大学看護学部助手。1997年女子栄養大学大学院栄養学研究科保健学専攻修士課程修了、修士（保健学）。2000年日本赤十字看護大学大学院看護学研究科博士後期課程修了、博士（看護学）。
日本赤十字看護大学講師、静岡県立大学看護学部助教授を経て、2006年大阪大学コミュニケーションデザイン・センター臨床部門助教授、2007年同准教授。2012年首都大学東京健康福祉学部教授。2017年日本医学哲学・倫理学会学会賞受賞。2020年東京都立大学健康福祉学部教授、日本学術会議会員。2023年日本看護科学学会副理事長。専門は成人看護学、現象学的看護学。

## 著作
- 『語りかける身体 : 看護ケアの現象学』ゆみる出版 2001年
- 『交流する身体 : 〈ケア〉を捉えなおす〉日本放送出版協会 2007年
- 『認知症ケアの創造 : その人らしさの看護へ』（阿保順子, 池田光穂編著, 西川勝と共著）雲母書房 2010年
- 『"生きるからだ"に向き合う : 身体論的看護の試み』（佐藤登美と共編著）へるす出版 2014年
- 『看護師たちの現象学 : 協働実践の現場から』青土社 2014年
- 『現象学的看護研究 : 理論と分析の実際』（松葉祥一と共編）医学書院 2014年
- 『看護実践の語り : 言葉にならない営みを言葉にする』新曜社 2016年
- 『ケアの実践とは何か : 現象学からの質的研究アプローチ』（榊原哲也と共編著）ナカニシヤ出版 2017年
- 『遺伝学の知識と病いの語り : 遺伝性疾患をこえて生きる』（前田泰樹と共著）ナカニシヤ出版 2018年
- 『看護の経験を意味づける対話をめぐる現象学』日本看護協会出版会 2018年
- 『急性期病院のエスノグラフィー : 協働実践としての看護』（前田泰樹と共著）新曜社 2020年
- 『現代看護理論 : 一人ひとりの看護理論のために』（山川みやえと共編）新曜社 2021年
- 『医療とケアの現象学 : 当事者の経験に迫る質的研究アプローチ』（榊原哲也と共編）ナカニシヤ出版 2023年